# Axel Zachrison
Axel Gabriel Zachrison, född 24 mars 1884 i Tydje socken, Dalsland, död 5 april 1944, Malmköping, var en svensk målare. 
Han var son till sjömannen Zachris Eriksson och från 1943 gift med läraren Anna Malmgren. Zachrison gick i unga år till sjöss och avlade andra klassens sjömansexamen och vikarierade tidvis för sina bröder Albert och Bernhard, vilka båda var sjökaptener. Under sin tid som sjöman väcktes hans intresse för konst och fick via sin mors släkting Otto Hesselbom en viss vägledning för att kunna utföra enklare målningar. Han studerade därefter för Carl Wilhelmson 1921–1922 och bedrev självstudier under resor till Italien och Frankrike. Som konstnär följde han till en början Hesselbom i sina verk senare blev han mer självständig och nådde framgång med sina dekorativa färgval. Han debuterade med en utställning i Åmål 1917 och ställde därefter ut separat i Ed och Vänersborg samma år. Han medverkade i samlingsutställningar med Dalslands konstförening. En minnesutställning med hans konst visades i Åmål 1947. Större delen av sitt liv levde han på fädernegården Nygård i Tössebo socken och senare i Åmål, Karlstad och Malmköping. Hans konst består av utsikter över vida vatten och Dalslandslandskap. Zachrison är representerad vid Älvsborgs läns landsting.   